# Łuska (zoologia)

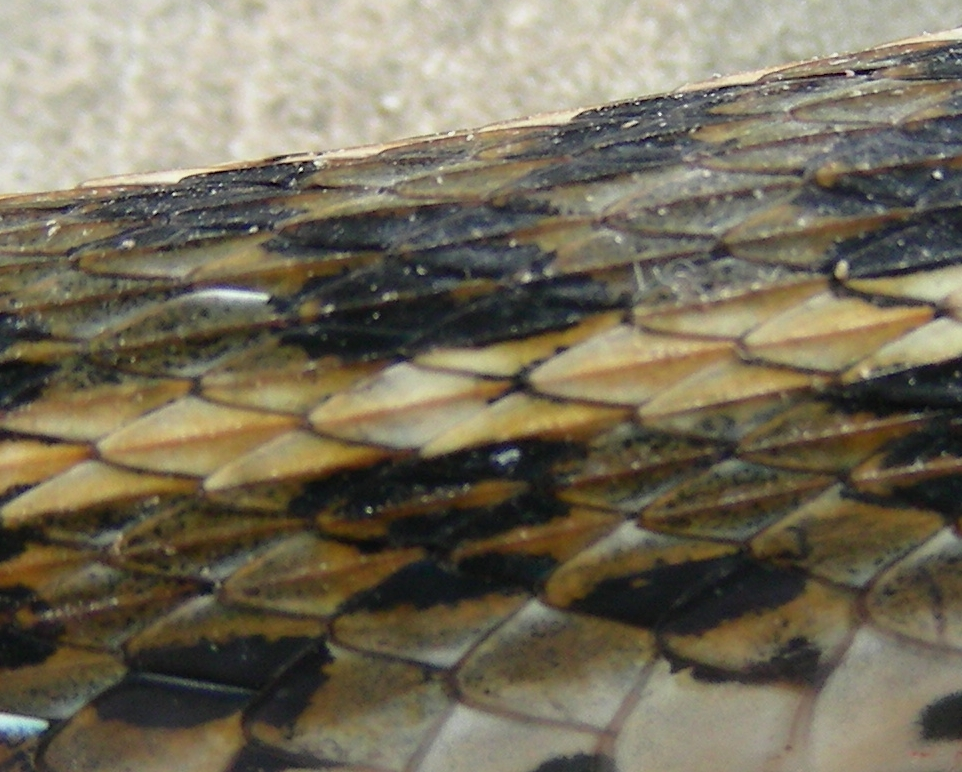
Łuski zaskrońca indochińskiego (Amphiesma stolatum)

Łuski (gr. lapid, łac. squama) – kostne lub rogowe płytki pokrywające ciała wielu zwierząt i pełniące zazwyczaj funkcje obronne. Występują u ryb, gadów, ptaków (tzw. podoteka) i niektórych bezkręgowców (np. u motyli). U kręgowców są częścią powłok wspólnych organizmu. Wielokrotnie ewoluowały niezależnie.

## Łuski ryb
Rybie łuski są cienkimi płytkami kostnymi pokrytymi szkliwem, osadzonymi w kieszonkach, stanowiącymi osłonę ciała, przeważnie ułożonymi w podłużne i poprzeczne szeregi, zachodzącymi na siebie dachówkowato, pokrytymi śluzem. U wielu gatunków kolor łusek pełni funkcję maskującą. Są one wytworem skóry właściwej. Łuski wraz z pokrywającym je śluzem zmniejszają opór ciała poruszającej się ryby.